# تتسو ناکانیشی
تتسو ناکانیشی (انگلیسی: Tetsuo Nakanishi؛ زادهٔ ۸ سپتامبر ۱۹۶۹) بازیکن فوتبال اهل ژاپن است.
از باشگاه‌هایی که در آن بازی کرده‌است می‌توان به باشگاه فوتبال ناگویا گرامپوس و باشگاه فوتبال کاوازاکی فرونتال اشاره کرد.